# Coppa Italia 1941/42

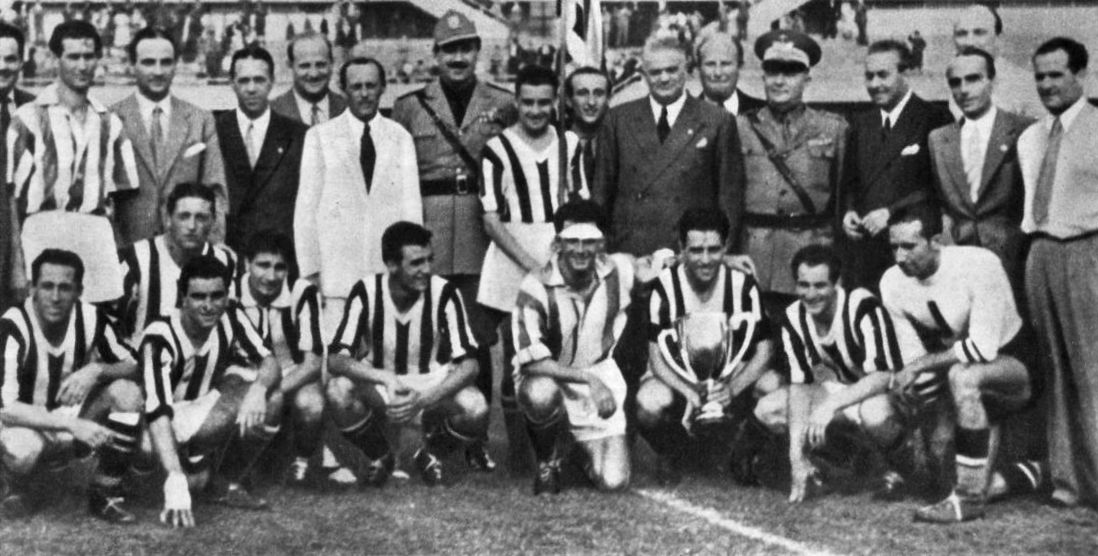
Die Siegermannschaft Juventus Turin.

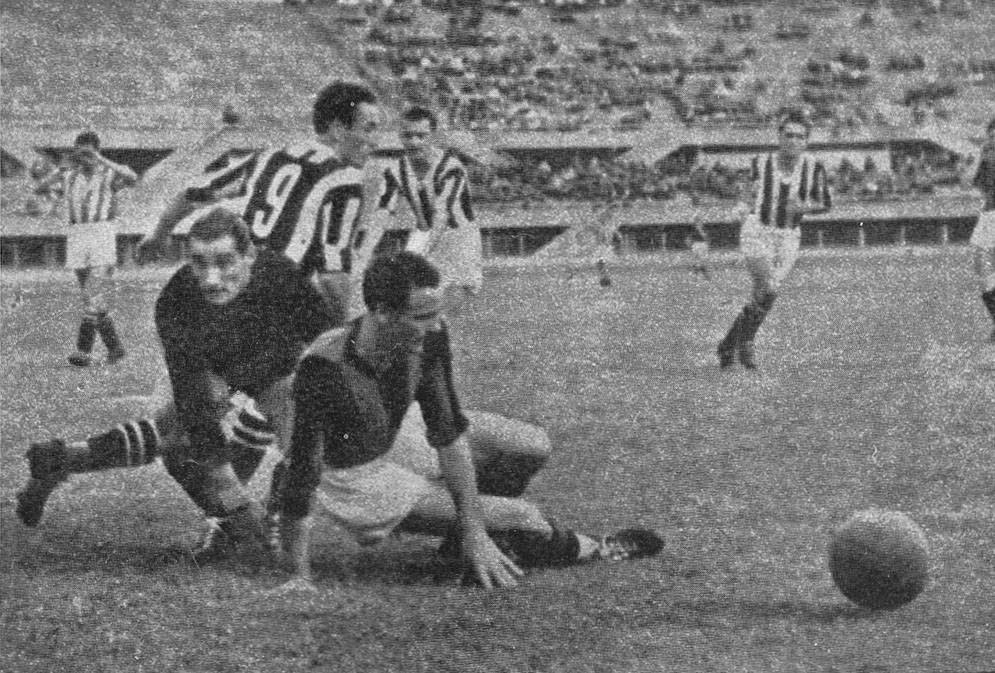
Spielszene aus dem Rückspiel

Die Coppa Italia, der bedeutendste italienische Pokalwettbewerb, begann in der Saison 1941/42 am 5. Oktober 1941 mit den Erstrundenspielen. Das Finale fand am 21. und 28. Juni 1942 zwischen Juventus Turin und der AC Mailand.

## Runde Serie B
|                | Ergebnis |               |
| -------------- | -------- | ------------- |
| AC Fanfulla    | 1:2      | Novara Calcio |
| Udinese Calcio | 0:1      | Pro Patria    |

## 1. Runde
|                   | Ergebnis  |                       |
| ----------------- | --------- | --------------------- |
| FC Bologna        | 4:0       | US Alessandria Calcio |
| Brescia Calcio    | 2:1       | AS Savona             |
| Juventus Turin    | 5:0       | Pro Patria            |
| Lazio Rom         | 4:2       | AS Bari               |
| AC Liguria        | 0:2       | Atalanta Bergamo      |
| AS Livorno        | 4:1       | US Triestina          |
| Lucchese Libertas | 1:2       | AC Reggiana           |
| AC Mailand        | 4:1       | AC Florenz            |
| FC Modena         | 4:1       | Ambrosiana-Inter      |
| Novara Calcio     | 2:1 n. V. | AS Rom                |
| Padova Calcio     | 2:0       | SSC Neapel            |
| Pescara Calcio    | 1:2       | CFC Genua             |
| AC Siena          | 1:2 n. V. | AC Pisa               |
| Spezia Calcio     | 4:0       | US Fiumana            |
| Venedig           | 2:1       | AC Turin              |
| Vicenza Calcio    | 1:2       | AC Prato              |

## Achtelfinale
|                | Ergebnis  |                  |
| -------------- | --------- | ---------------- |
| Juventus Turin | 2:1       | CFC Genua        |
| US Livorno     | 2:4       | FC Bologna       |
| AC Mailand     | 4:2       | Lazio Rom        |
| FC Modena      | 3:1       | Atalanta Bergamo |
| Novara Calcio  | 2:1 n. V. | Spezia Calcio    |
| Padova Calcio  | 3:2       | Brescia Calcio   |
| Pisa           | 0:4       | AC Venedig       |
| AC Prato       | 0:4       | AC Reggiana      |

## Viertelfinale
|                | Ergebnis |               |
| -------------- | -------- | ------------- |
| Juventus Turin | 1:0      | Padova Calcio |
| AC Mailand     | 6:0      | AC Reggiana   |
| FC Modena      | 2:0      | Novara Calcio |
| AC Venedig     | 2:0      | FC Bologna    |

## Halbfinale
|                | Ergebnis |            |
| -------------- | -------- | ---------- |
| Juventus Turin | 4:1      | FC Modena  |
| AC Mailand     | 2:1      | AC Venedig |

## Finale
| AC Mailand                              | AC Mailand | Juventus Turin | Juventus Turin |
| --------------------------------------- | --- | --- | -------------- |
| AC Mailand                              | \| 21. Juni 1942 in Mailand (Arena Civica) \| \| Ergebnis: 1:1 (0:0) \| \| Schiedsrichter: Generoso Dattilo (Rom) \|                                                                                                | \| 21. Juni 1942 in Mailand (Arena Civica) \| \| Ergebnis: 1:1 (0:0) \| \| Schiedsrichter: Generoso Dattilo (Rom) \|                                                                               | Juventus Turin |
| AC Mailand                              | Giovanni Rossetti, Leandro Remondini, Gianni Toppan, Giuseppe Antonini, Enrico Boniforti, Paolo Todeschini, Angelo Bollano, Giuseppe Meazza, Aldo Boffi, Gino Cappello, Luigi Rosellini Cheftrainer: Mario Magnozzi | Egidio Micheloni, Alfredo Foni, Pietro Rava, Carlo Parola, Renato Olmi, Ugo Locatelli, Lelio Colaneri, Giovanni Varglien, Riza Lushta, Vittorio Sentimenti, Savino Bellini Cheftrainer: Luis Monti | Juventus Turin |
| AC Mailand                              | 1:1 Gino Cappello (83.) | 0:1 Savino Bellini (67.) | Juventus Turin |
| 21. Juni 1942 in Mailand (Arena Civica) | | |                |
| Ergebnis: 1:1 (0:0)                     | | |                |
| Schiedsrichter: Generoso Dattilo (Rom)  | | |                |

### Wiederholungsspiel
| Juventus Turin                                   | Juventus Turin | AC Mailand | AC Mailand |
| ------------------------------------------------ | --- | --- | ---------- |
| Juventus Turin                                   | \| 28. Juni 1942 in Turin (Stadio Benito Mussolini) \| \| Ergebnis: 4:1 (2:0) \| \| Schiedsrichter: Giovanni Galeati (Bologna) \|                                                                            | \| 28. Juni 1942 in Turin (Stadio Benito Mussolini) \| \| Ergebnis: 4:1 (2:0) \| \| Schiedsrichter: Giovanni Galeati (Bologna) \|                                                                                     | AC Mailand |
| Juventus Turin                                   | Giuseppe Peruchetti, Alfredo Foni, Pietro Rava, Teobaldo Depetrini, Carlo Parola, Ugo Locatelli, Lelio Colaneri, Giovanni Varglien, Riza Lushta, Vittorio Sentimenti, Savino Bellini Cheftrainer: Luis Monti | Giovanni Rossetti, Enrico Boniforti, Dante Guagnetti, Giuseppe Antonini, Leandro Remondini, Gianni Toppan, Piero Trapanelli, Paolo Todeschini, Aldo Boffi, Gino Cappello, Luigi Rosellini Cheftrainer: Mario Magnozzi | AC Mailand |
| Juventus Turin                                   | 1:0 Riza Lushta (29.) 2:0 Vittorio Sentimenti (34.) 3:1 Riza Lushta (69.) 4:1 Riza Lushta (71.) | 2:1 Aldo Boffi (56.) | AC Mailand |
| 28. Juni 1942 in Turin (Stadio Benito Mussolini) | | |            |
| Ergebnis: 4:1 (2:0)                              | | |            |
| Schiedsrichter: Giovanni Galeati (Bologna)       | | |            |

## Siegermannschaft
| Juventus Turin | |
| Juventus Turin | - Tor: Egidio Micheloni (1 Spiel/0 Tore); Giuseppe Peruchetti (5/0) - Abwehr: Alfredo Foni (6/1); Carlo Parola (3/0); Pietro Rava (6/0) - Mittelfeld: Savino Bellini (4/3); Teobaldo Depetrini (4/0); (Giovanni Ferrari (3/0); Ugo Locatelli (6/0); Renato Olmi (4/0); Giovanni Varglien (4/1) - Angriff: Raúl Banfi (1/1); Lelio Colaneri (5/1); Gino Colaussi (2/0); Riza Lushta (6/8); Vittorio Sentimenti (6/2) - Trainer: Luis Monti |
| Quelle:        | |

## Torschützenliste
Bei gleicher Anzahl an Toren sind die Spieler alphabetisch nach Nachnamen bzw. Künstlernamen sortiert.
| Pl. | Nat.          | Name                  | Mannschaft     | Tore |
| --- | ------------- | --------------------- | -------------- | ---- |
| 1.  | Albanien 1939 | Riza Lushta           | Juventus Turin | 8    |
| 2.  | Italien 1861  | Aldo Boffi            | AC Mailand     | 6    |
| 3.  | Italien 1861  | Valeriano Ottino      | FC Modena      | 5    |
| 4.  | Uruguay       | Juan Agostino Alberti | AC Venedig     | 3    |
| 4.  | Italien 1861  | Savino Bellini        | Juventus Turin | 3    |
| 4.  | Italien 1861  | Angelo Bollano        | AC Mailand     | 3    |
| 4.  | Italien 1861  | Eusebio Castigliano   | Spezia Calcio  | 3    |
| 4.  | Italien 1861  | Silvio Piola          | Lazio Rom      | 3    |
| 4.  | Italien 1861  | Vinicio Viani         | AS Livorno     | 3    |